# Mahonia du Japon
Berberis japonica
Espèce
Classification phylogénétique
Le Mahonia du Japon (Berberis japonica) est une espèce de plantes à fleurs de la famille des Berberidaceae et de la tribu des Berberideae. C'est un arbuste originaire d'Asie.

## Description
C'est un arbuste (1 à 2 m) rustique (−20 °C) aux feuilles persistantes et à floraison hivernale (février-mars voire dès novembre).
Ses fruits bleu sombre sont recouverts de pruine et mûrissent en juillet. L'espèce est très proche du Mahonia bealei (Chine).

## Répartition
L'origine reste incertaine, probablement de l'île de Taïwan car contrairement à ce que pourrait laisser supposer son nom, cette espèce ne semble pas se rencontrer à l'état sauvage au Japon.

## Synonymes
- Ilex japonica Thunb.
- Mahonia japonica (Thunb.) R.Br.
- Mahonia bealei[1]